# Маура, Антонио
Антонио Маура-и-Монтанер (2 мая 1853, Пальма, о. Майорка, Испания — 13 декабря 1925, Торрелодонес, близ Мадрида, Испания) — испанский государственный деятель, адвокат, председатель Совета Министров Испании (1903—1904, 1907—1909, 1918, 1919, 1921—1922).

## Биография
В момент смерти отца в 1866 году получал среднее образование в Пальма-де-Майорка, затем переехал в Мадрид, в 1871 году окончил юридический факультет Мадридского университета. Годы студенчества совпали с временем Славной революции (Испания) (1868). Работал адвокатом.
В 1881 году был избран депутатом кортесов от избирательного округа Балеарских островов. Представлял созданную годом ранее Пракседесом Матео Сагастой испанскую Либеральную партию, сохранял мандат до 1923 года. В 1886 году непродолжительно время занимал пост заместителя председателя парламента, а в 1887 году возглавил комиссию по созданию судов присяжных.
В 1892—1894 годах — министр по делам колоний, на этом посту представил проект юридической независимости Кубы, который был отклонен оппозицией в Палате депутатов, в 1894—1895 годах — министр юстиции и помилования.
В 1901 году сформировал внутрипартийную оппозицию Сагасте, что в конечном итоге привело к окончательному разрыву с Сагастой в следующем году, когда он перешел в Испанскую консервативную партию.
В 1902—1903 годах — министр внутренних дел. На этом посту представил в парламент (Кортес) фундаментальную реформу муниципального права, которую он осуществил по итогам выборов в апреле 1903 года. Стремясь остановить с помощью политических манёвров рост революционного рабочего движения, основал 1902 году Институт социальных реформ.
В 1903 году после отставки Франсиско Сильвелы был избран председателем Испанской консервативной партии, на этом посту становится на ближайшие двадцать лет ведущей политической фигурой общественно-политической жизни страны.
В 1903—1904 годах первый раз возглавлял Совет Министров Испании. На этом посту ему удалось добиться признания испанских юридических претензий в Марокко Францией и Англией. С другой стороны, из-за вмешательства короля Альфонсо XIII были заторможены инициированы им реформы.
В 1907—1909 годах возглавлял свой второй кабинет, которому удалось заключить с Соединенным Королевством и Францией Картахенские соглашения (1907) о сохранении статус кво в Атлантике и Средиземном море, с июня по июль 1907 года был одновременно военным министром. Возобновил проведение реформ избирательного законодательства, а также системы социального обеспечения. Был вынужден уйти в отставку после подавления восстания в Барселоне (известное как «Кровавая неделя»).
Лишь в 1913 году он снова взял на себя ведущую роль испанской политике, когда стал председателем так называемой «группы Маура» после распада Консервативной партии. Во время Первой мировой войны активно боролся за нейтралитет и требовал этого, в частности, во время своих важных выступлений в Королевском театре (1915) и на арене Пласа-де-Торос (1917). В 1917 году в его честь была учреждена именная медаль.
В марте-ноябре 1918 года находился во главе коалиционного правительства, в нем он занимал также пост министра юстиции; затем (с апреля по июль 1919 года) вновь непродолжительное время являлся председателем Совета Министров Испании.
С 1921 по 1922 годах после поражения испанской армии в битве при Анвале в последний раз возглавлял правительство страны.
Выступил против утверждения в Испании диктатуры Мигеля Примо де Риверы в 1923 году, поскольку оставался сторонником конституционной монархии. В связи с этим принял решение об уходе из политической жизни.
С 1913 года до конца жизни возглавлял Королевскую академию испанского языка.

## Семья
Стал основателем влиятельной семьи. Его сыновья Габриэль Мауро Гамасо и Мигель Маура Гамасо занимали министерские посты. Испанская коммунистка и феминистка Констанция де ла Мора Маура была его внучкой. Его внук Хорхе Семпрун Маура стал не только одним из самых известных писателей Испании, но и министром культуры в правительстве Фелипе Гонсалеса. Кроме того, актриса Кармен Маура является его внучатой племянницей.